# Čejkovice (Kutná Hora-i járás)
Čejkovice település Csehországban, a Kutná Hora-i járásban. Čejkovice Dobrovítov és Zbýšov településekkel határos. Lakosainak száma 29 fő (2024. január 1.).

## Népesség
A település lakosságának változását az alábbi diagram mutatja:
| Lakosok száma | 254  | 206  | 154  | 101  | 57   | 35   | 33   | 31   | 28   | 29   |
|               | 1869 | 1890 | 1921 | 1950 | 1980 | 2001 | 2017 | 2019 | 2022 | 2024 |